# Masaki Izena
Masaki Izena (jap. 伊是名正旭 Izena Masaki; ur. 1 lutego 1979) - japoński zapaśnik w stylu klasycznym. Brązowy medalista mistrzostw Azji w 2004 roku.